# Manon Houette
Manon Houette (født 7. juli 1992 i Le Mans, Frankrig) er en kvindelig fransk håndboldspiller, der spiller for Chambray Touraine Handball og Frankrigs kvindehåndboldlandshold. Hun har spillere optrådt for Fleury Loiret HB og tyske Thüringer HC.